# Alice Prinová
Alice Ernestine Prinová, řečená Kiki z Montparnassu (2. října 1901 – 29. dubna 1953), byla modelka pařížských umělců, zpěvačka v nočních klubech, herečka a malířka.

## Život

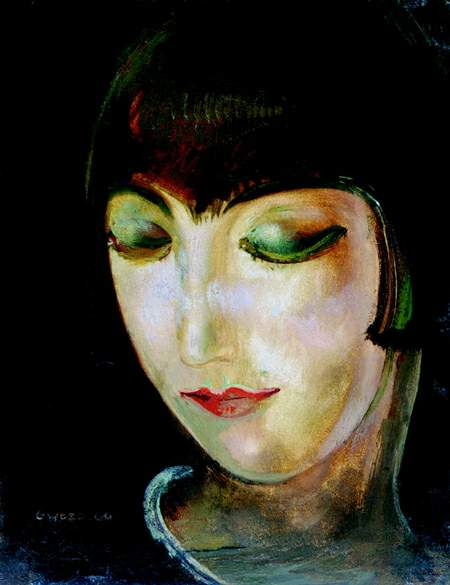
Gustav Gwozdecki: Kiki de Montparnasse (1920)

Alice Prinová se narodila ve městě Châtillon-sur-Seine v departementu Côte-d'Or. Jako nemanželské dítě žila v bídě a chudobě a starala se o ní její babička. Ve věku dvanácti let byla poslána za svou matkou do Paříže, aby si tam našla práci. Nejprve pracovala v obchodech a pekárnách, ale ve čtrnácti letech začala stát modelem pro sochaře, který se nepohodl s její matkou.
Kiki z Montparnassu stala symbolem společenské scény Montparnassu, byla populární umělkyní a modelkou pro desítky umělců, mezi jinými byli například i Chajim Soutine, Julian Mandel, Tsuguharu Foujita, Francis Picabia, Jean Cocteau, Arno Breker, Alexander Calder, Per Krohg, Hermine David, Pablo Gargallo, Mayo a Tono Salazar. Moise Kisling namaloval portrét Kiki z Montparnassu s názvem Nu assis, který se stal jedním z jeho nejznámějších děl.
Společníkem a souputníkem Prinové po většinu dvacátých let byl fotograf Man Ray, který nasnímal několik stovek jejích portrétů. Kiki z Montparnassu je na některých jeho nejlepších a nejznámějších obrazech, včetně pozoruhodného surrealistického díla Le violon d'Ingres a Noire et blanche.
| „               | ...‚ta Kiki‘, slavná montparnasská Múza, jež stála modelem pro řadu Man Rayových fotografií včetně světoznámého ‚ingresovského aktu‘ s dvěma houslovými ‚f‘ na zádech... | “ |
| — Lucie Vonková | |   |

Alice Prinová zemřela v roce 1953 v Paříži ve věku padesát jedna let, zřejmě po komplikacích s alkoholismem nebo kvůli drogové závislosti. Jejího pohřbu se zúčastnil velký zástup umělců a jejích obdivovatelů.

## Dílo

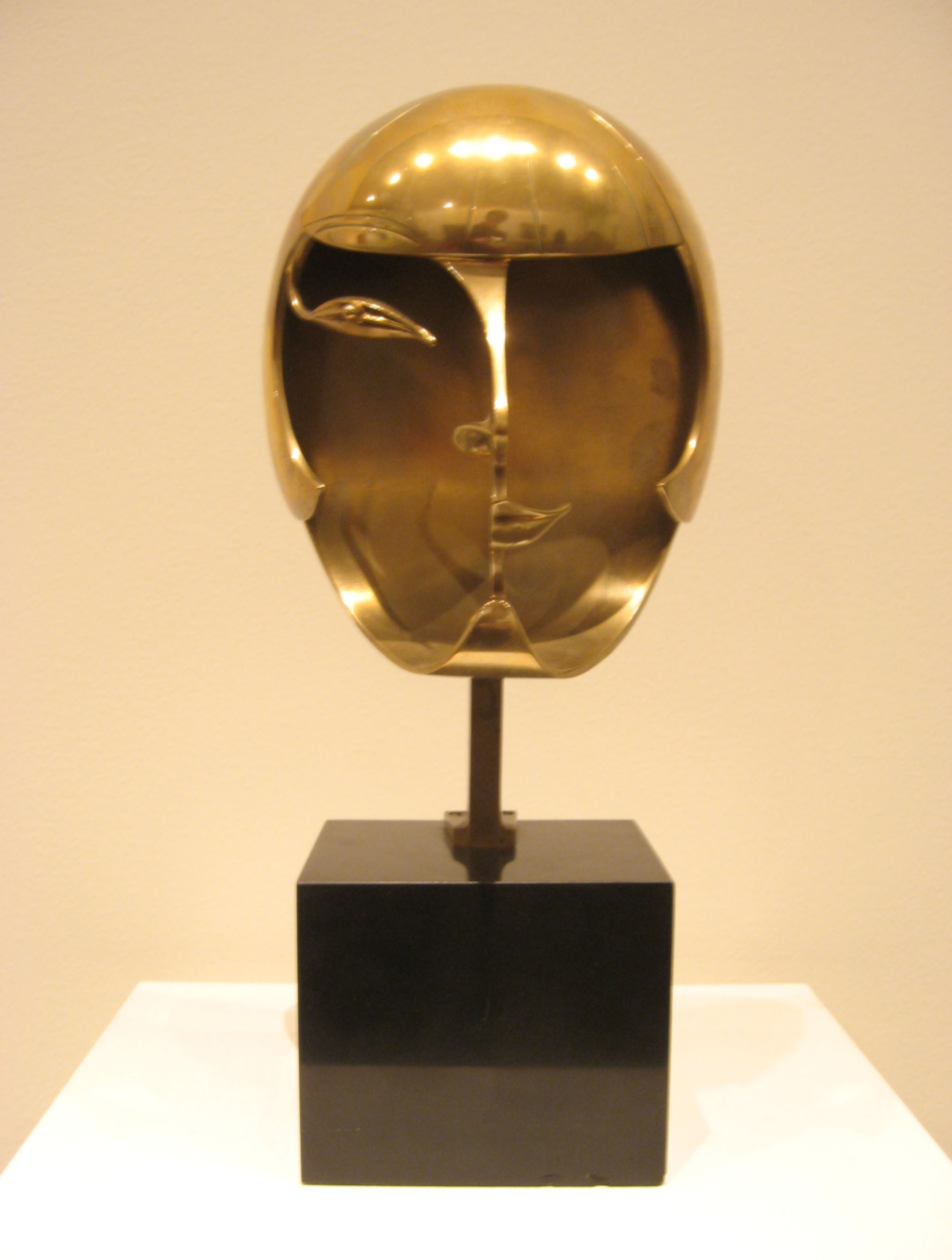
Pablo Gargallo – Kiki de Montparnasse, bronzová socha, Louvre

Jako malířka malovala Alice Prinová portréty, autoportréty, společenské aktivity, fantaskní zvířata a zasněné krajiny v lehkém expresionistickém stylu, který byl odrazem jejího snadného způsobu života a nekonečného optimismu.
Její autobiografie byla vydána v roce 1929 pod názvem Kiki's Memoirs ve spolupráci Ernestem Hemingwayem a Tsuguharu Foujitou, kteří napsali úvodní slovo.

### Filmografie
Alice Prinová se objevila v devíti krátkých a často experimentálních filmech bez jakéhokoliv honoráře.
- 1923 L'Inhumaine (režie Marcel L'Herbier)
- 1923 Le Retour à la raison (Man Ray) – krátkometrážní
- 1923 Ballet mécanique (Fernand Léger) – krátkometrážní
- 1923 Entr'acte (René Clair) – krátkometrážní
- 1923 La Galerie des monstres (Jaque Catelain)
- 1926 Emak Bakia (Man Ray) – krátkometrážní
- 1928 L'Étoile de mer (Man Ray)
- 1928 Paris express / Souvenirs de Paris (Pierre Prévert) a (Marcel Duhamel) – krátkometrážní
- 1930 Le Capitaine jaune (Anders Wilhelm Sandberg)
- 1933 Cette vieille canaille (Anatol Litvak)